# Kurumemyia ongamea
Kurumemyia ongamea är en tvåvingeart som beskrevs av Kanmiya 1983. Kurumemyia ongamea ingår i släktet Kurumemyia och familjen fritflugor. Inga underarter finns listade i Catalogue of Life.